# Chrysoglyphe myiobora
Chrysoglyphe myiobora is een vliesvleugelig insect uit de familie Pteromalidae. De wetenschappelijke naam is voor het eerst geldig gepubliceerd in 1977 door Gordh.